# Tabanus auratus
Tabanus auratus är en tvåvingeart som beskrevs av Wang 1982. Tabanus auratus ingår i släktet Tabanus och familjen bromsar. Inga underarter finns listade i Catalogue of Life.